# تاريخ حمالات الصدر

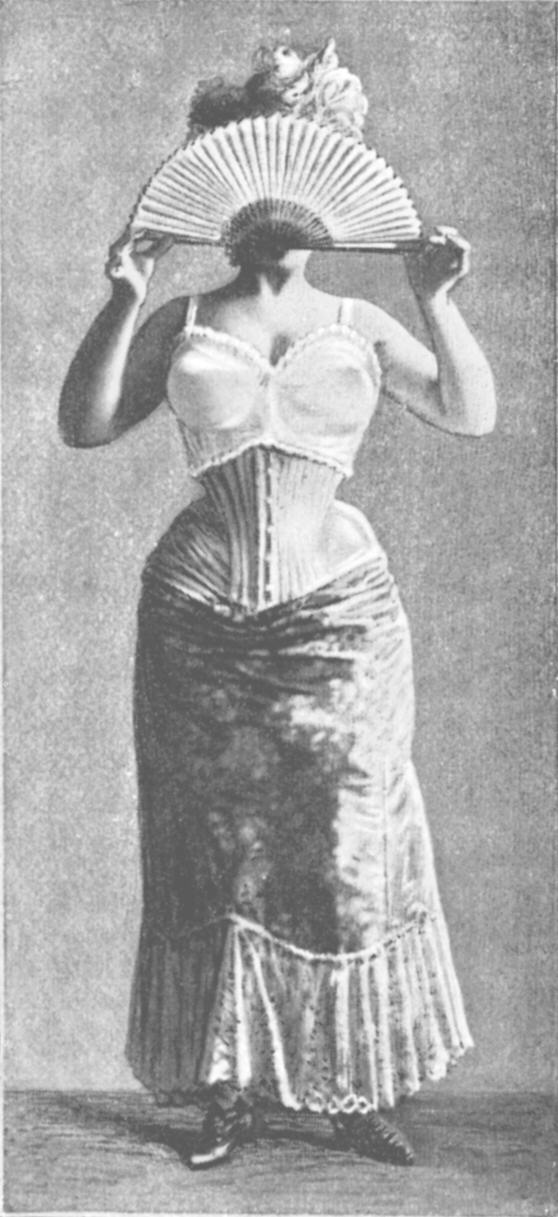
صورة تعود لمستهل القرن العشرين لامرأة في فرنسا ترتدي حمالة صدر

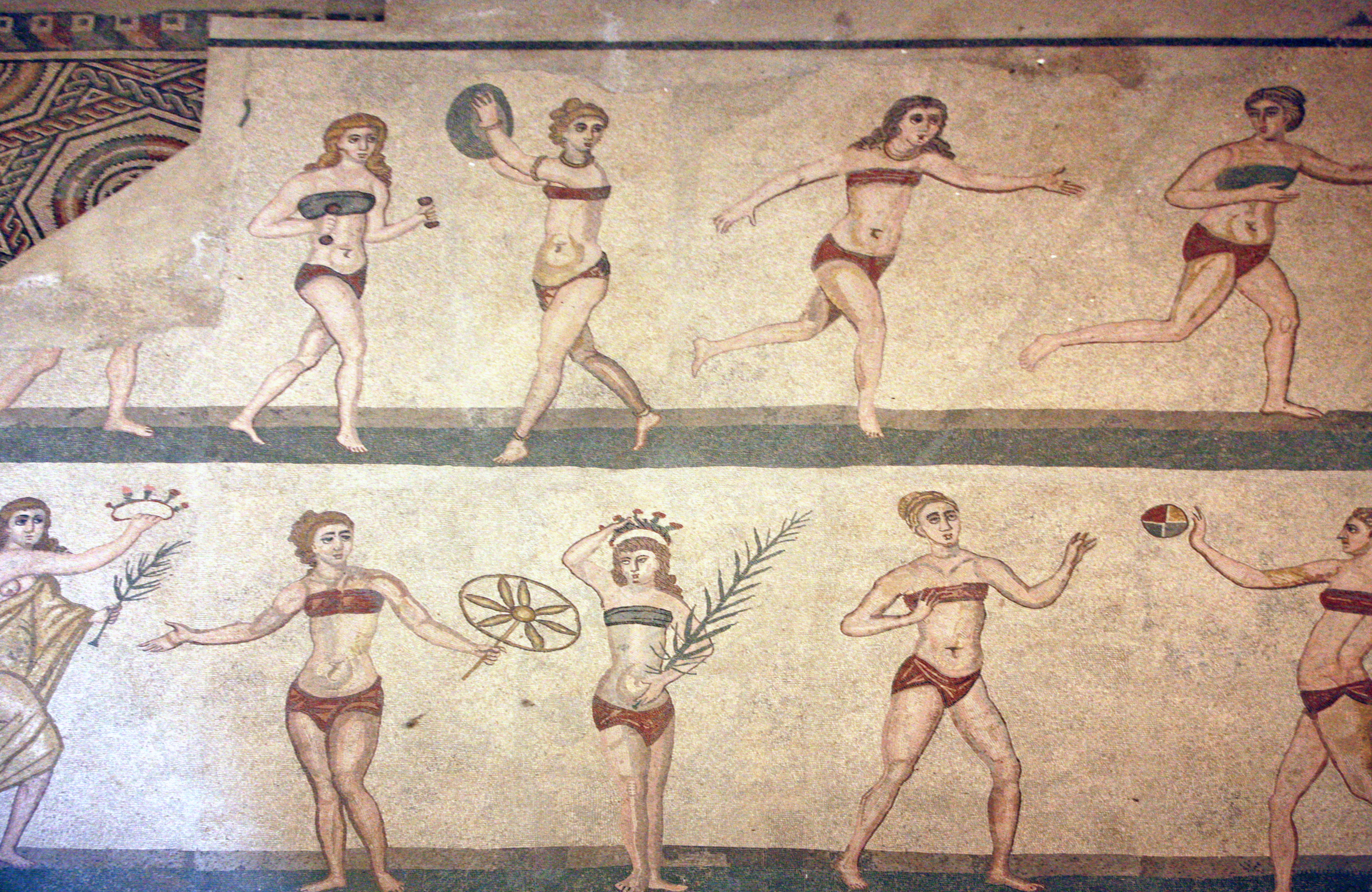
فسيفساء تعود للقرن الرابع بعد الميلاد اكتشفت في فيلا رومانا ديل كاسالي بصقلية يُظهر نساء من روما القديمة يرتدين شرائط حول منطقة الصدر خلال ممارستهن الرياضة.

يرتبط تاريخ حمالات الصدر بشكل وثيق مع التاريخ الاجتماعي لحالة المرأة، بما في ذلك تطور الموضة، وتغير وجهات النظر تجاه جسد الأنثى.
استخدمت النساء مجموعة متنوعة من الثياب، والأجهزة لتغطية، أو تقييد، أو إظهار، أو التعديل على مظهر الثدي، وصُوّرت الملابس التي تشبه حمالات الصدر، أو البكيني في بعض الرياضات الأنثوية في حضارة مينوان في القرن الرابع عشر قبل الميلاد، ومنذ القرن الرابع عشر، وما بعده سيطرت الكورسيهات على الثياب الداخلية للنساء الغنيات في العالم الغربي، والتي دعمت الثديين من خلال نقل وزنهما إلى القفص الصدري. تختلف الكورسيهات في طولها، فهناك القصيرة التي تدعم الصدر فقط، ويوجد الطويلة التي تُستخدم لتشكيل الخصر، وفي الجزء الأخير من القرن التاسع عشر جرّبت النساء بدائل مختلفة، مثل تقسيم الكورسيه إلى حزام لتقييد الجذع السفلي، وتغيير الجزء العلوي وجعله يُعلّق من الكتف.
حلّت في أواخر القرن التاسع عشر حمالات الصدر محلّ الكورسيهات كأكثر الوسائل المستخدمة على نطاق واسع لدعم الثديين عند النساء. وفي بداية القرن العشرين ظهرت ملابس تشبه إلى حد كبير حمالات الصدر المعاصرة، على الرغم من أن الإنتاج التجاري على نطاق واسع لها لم يبدأ حتى ثلاثينيات القرن الماضي، ومنذ ذلك الحين حلت حمالات الصدر محل الكورسيهات (على الرغم أن بعض النساء يفضلن الأقمصة الداخلية النسائية) والبعض لا يلبسن أية حمالات.
شجع نقص المعادن في الحرب العالمية الثانية على نهاية عهد الكورسيهات، وبعد انتهاء الحرب كانت معظم النساء المهتمات بالأزياء في أوروبا، وأمريكا الشمالية يرتدين حمالات صدر، ومن هناك تبنّت النساء في آسيا وأفريقيا، وأمريكا اللاتينية حمالات الصدر، بالرغم من عدم وجود أدلّة دقيقة على الترتيبات الدقيقة لكيفية انتقالها.
خلال القرن العشرين، كان هناك تركيز أكبر على جوانب الموضة في أشكال حمالات الصدر. ويُعتبر تصنيع حمالات الصدر صناعة بمليارات الدولارات، تهيمن عليها شركات كبيرة متعددة الجنسيات.

## التاريخ القديم

### مصر القديمة
كانت النساء عادة في مصر القديمة عاريات الصدر، وكانت أشيع الملابس هي التنورة، والفستان الضيق، وذُكر أيضًا وجود الغلالة، أو الكالاسيريس، وهي قطعة قماش مستطيلة الشكل تُطوى مرة، وتخاط تحت الحافة لتصنع شكلًا أنبوبيًا، وقد يغطي الكالاسيريس أحد الكتفين، أو كلاهما، أو يلبس مع حمالات كتفية، في حين أنه قد يصل القسم العلوي منه إلى أي مكان من أسفل الثدي حتى الرقبة، لكن عمومًا يصل الجزء السفلي من الوشاح إلى الكاحلين، وكانت تُرتدى الكالاسيرات الأقصر من قبل نساء العامّة، أو العبيد؛ لأنه يؤمّن راحة أكبر عند العمل.

### الهند القديمة
على الرغم من أن غالبية الشخصيات النسائية الهندية القديمة التي نراها كمنحوتات تكون مجرّدة من البلوز، لكن يوجد العديد من الأمثلة لنساء عاريات يرتدين حمالات صدر، وعُثر أوّل دليل على وجود حمالات الصدر في الهند في حكم الملك هارشافاردانا (في القرن الأول الميلادي).
كانت حمالات الصدر المُخاطة، والبلوز رائجة شعبيًا في عهد الإمبراطور فيجاياناغارا، وكانت المدن ممتلئة بالخياطين المتخصصين في جعل هذه الملابس مناسبة بإحكام، كان للباس المرأة ذو الأكمام القصيرة الضيق، أو ما عُرف بالكانتشوكا في تلك الفترة في الأدب وجود واضح خاصة في كتاب باسافابورانا (في 1237 للميلاد)، والذي ذُكر فيه أن الكانتشوكا كانت تُلبس أيضًا من قبل الفتيات الصغيرات.

### اليونان القديمة
قد يعود اللباس المخصص لتقييد ثدي المرأة إلى اليونان القديمة، إذ تُظهر اللوحات الجدارية في جزيرة كريت، التي كانت مركز حضارة مينوان امرأة تؤدي الألعاب الرياضية، وتلبس كما وُصف «البكيني». وشدّدت حضارة ميسينا على الثدي، الذي اعتبرته ذو أهمية ثقافية، ودينية، وربطته بالنضج المرتبط بالخصوبة والإنجاب.
غالبًا ما تصوَّر النساء في اليونان الكلاسيكية بثياب كاشفة، وشفافة مع أو بدون كشف أحد الثديين، وارتدت النساء ما يُعرف بالأبوديسموس، ويعني شريط الثدي، وهو شريط من الصوف، أو الكتان يُلفّ حول الثديين، ويُربط، أو يُثبّت في الخلف.
استخدمت كلمة أخرى لوصف شريط الثدي هي ستروفيون التي استخدمت بشكل خاصّ لوصف حزام أفروديت الساحر في الإلياذة، التي بقوتها جعلت كل امرأة ترتديها لا تقاوَم من قبل الرجال.

### روما القديمة
تبنّت النساء في روما القديمة شكلًا يُدعى الأبوديسم اليوناني، والذي كان يُعرف أيضًا باسم السرتوفيوم، أو الماميلير، وبما أن الرومان كانوا ينظرون بطريقة هزلية إلى الصدور الكبيرة، وأنّها من صفات التقدم بالعمر، أو عدم الجاذبية، فقد ارتدت الفتيات الصغيرات أشرطة محكمة حول الثديين مصدّقين بأن ذلك سيمنع ظهور صدورهن بشكل كبير، أو مترهّل.

### الشرق الأقصى
في الصين ظهرت صدريّة حريرية فضفاضة مربوطة على الخصر، أو مُحاطة حول الرقبة تدعى الدودو (والتي تعني حرفيًا غطاء البطن) بين النساء الأثرياء خلال عهد أسرة مينغ من القرن الرابع عشر حتى السابع عشر، وبقيت منتشرة خلال عهد أسرة تشينغ (منذ القرن السابع عشر حتى العشرين)، ومن ثم تبنّتها الحضارة الفيتنامية باسم الييم، واستمر استخدامها بشكل تقليدي بين الحضارتين.

## في العصور الوسطى
في العصور الوسطى في أوروبا كان استثنائيًا أن تلبس النساء، أو تقيد، أو تدعم الثديين، وإن فعلن ذلك قد يستخدمن شيئًا ما يشبه قطعة ثياب رابطة، بحسب ما جاء في الكتب التي وصفت تلك الفترة، ووُجد أن النساء دعمن صدورهن في العصور الوسطى في الفترة بين 1390 حتى 1485، وعُثر على أربع حمالات صدر مزينة بالدانتيل من بين 3000 قطعة نسيج أثناء مشروع تجديد قلعة نمساوية، وفي حلول زمن شارل السابع في فرنسا (من 1403 حتى 1461) كان يُستخدم شاش ساتر فوق منطقة الصدر.
وبدأت الكورسيهات بالظهور في الطبقات الأكثر ثراءًا بحلول منتصف القرن الخامس عشر. كان من المستحيل ارتداء الكورسيهات خلال العمل، لذلك كان من الأسهل للنساء اللواتي يعملن داخل المنزل، أو خارجه ارتداء ملابس عملية، وغالبًا ما كان يُدعم الثديين برباط بسيط تحت خط الثدي.

## عصر النهضة
كان أي ثوب يرتبط بالأرستقراطية خلال الثورة الفرنسية والحروب النابليونية مستهجنًا بما في ذلك الياقة مكشوفة الصدر، وغالبًا ما كان يُدعم الثديين من خلال رباط أسفل الصدر، وتراوحت الألبسة الجاهزة التي تدعم الصدر من المشد الناعم إلى قطع من الثياب تُلفّ إلى الأمام بشكل يشبه حمالات الصدر الرياضية.

## مستقبل حمالات الصدر
في عام 1964 كتب مؤرخ الأزياء الدنماركي رودولف كريستيان ألبرت بروبي جونسون أنه يجب أن معاملة فكرة تخلّص النساء من حمالات الصدر بجدية، فبحسب قوله سيكون ذلك طريقة لتعبر بها نساء الجيل الجديد عن أنفسهن، وكتب في عام 1969 مقالًا بعنوان «نعي حمالات الصدر»، تنبّأ فيه بزوال حمالات الصدر الوشيك.
ترتدي الغالبية العظمى من النساء في المجتمع الغربي حمالات صدر، وتبلغ التقديرات من 75 حتى 95% من النساء، ويوجد الآن مجموعة غير مسبوقة من الأنماط والموديلات، بما في ذلك حمالات التغطية الكاملة والحمالات الرياضية التي يمكن ارتداؤها أحيانًا كملابس خارجية.
ومن الشائع الآن رؤية عارضات الأزياء والمشاهير الآخرين بدون حمالات صدرية في الأماكن العامة.